# 3. rujna
3. rujna (3. 9.) 246. je dan godine po gregorijanskom kalendaru (247. u prijestupnoj godini).
Do kraja godine ima još 119 dana.

## Događaji
- 301. – Prema legendi, klesar Marin s otoka Raba osniva San Marino
- 1260. – Mameluci u Bitci kod Ain-Džalute u Palestini nanijeli prvi odlučujući poraz Mongolima, nakon čega se Mongolsko Carstvo prestaje širiti.
- 1791. – Ustavotvorna skupština u Francuskoj izglasala prvi pisani francuski ustav, nakon čega je ukinuta i pretvorena u Zakonodavnu skupštinu.
- 1931. – Nakon smirenja krize, jugoslavenski kralj Aleksandar I. Karađorđević donosi Oktroirani ustav kojim je ukinuta Šestosiječanjska diktatura i vraćen parlamentarizam.
- 1939. – Drugi svjetski rat: Francuska, Ujedinjeno Kraljevstvo, Novi Zeland i Australija proglasile rat Njemačkoj.
- 1971. – Katar postao neovisna država.
- 2004. – Ruske snage završile su talačku krizu u Beslanu. Ubijeno je najmanje 385 ljudi, od čega oko 40 otmičara, a ozlijeđeno ih je najmanje 780.[1]

| - 1500. – Benvenuto Cellini, talijanski kipar († 1571.) - 1875. – Ferdinand Porsche, njemački inženjer automobila († 1951.) - 1905. – Carl David Anderson, američki fizičar i nobelovac († 1991.) - 1940. – Svetislav Stjepan Krnjak, hrvatski katolički svećenik - 1942. – Alan Jardine, američki glazbenik - 1948. – Don Brewer, američki glazbenik - 1965. – Charlie Sheen, američki glumac - 1980. – Polina Smolova, bjeloruska pjevačica - 1986. – Tomislav Globan, hrvatski ekonomist | - 1658. – Oliver Cromwell, engleski državnik (* 1599.) - 1883. – Ivan Sergejevič Turgenjev, ruski pisac (* 1818.) - 1941. – Aleksandar Iljin-Ženevski, ruski šahist (* 1894.) - 1947. – Vjekoslav Bastl, hrvatski arhitekt (* 1872.) - 1948. – Edvard Beneš, čehoslovački političar (* 1884.) - 1969. – Ho Ši Min, vijetnamski predsjednik (* 1890.) - 1991. – Frank Capra, američki filmski redatelj (* 1897.) - 1992. – Bruno Bjelinski, hrvatski skladatelj (* 1909.) |

## Vanjske poveznice
|  | Zajednički poslužitelj ima još gradiva o temi 3. rujna |